# Olympique de Marseille (féminines)
Pour les articles homonymes, voir OM et Olympique de Marseille (homonymie).
Maillots
Actualités
La section féminine de l'Olympique de Marseille est un club de football féminin français basé à Marseille. Fondée dans les années 1920, elle est dissoute en 1986 avant d'être recréée sous sa forme actuelle en 2011.
L'équipe première évolue en D1 féminine de 2016 à 2018.
Reléguées un an plus tôt, les féminines de l'OM finissent premières de leur groupe en D2 lors de la saison 2018-2019 et remontent ainsi en première division avant de redescendre dans la foulée. Elles remontent en Première Ligue en 2025.

## Histoire

### L'OM féminin d'entre-deux-guerres

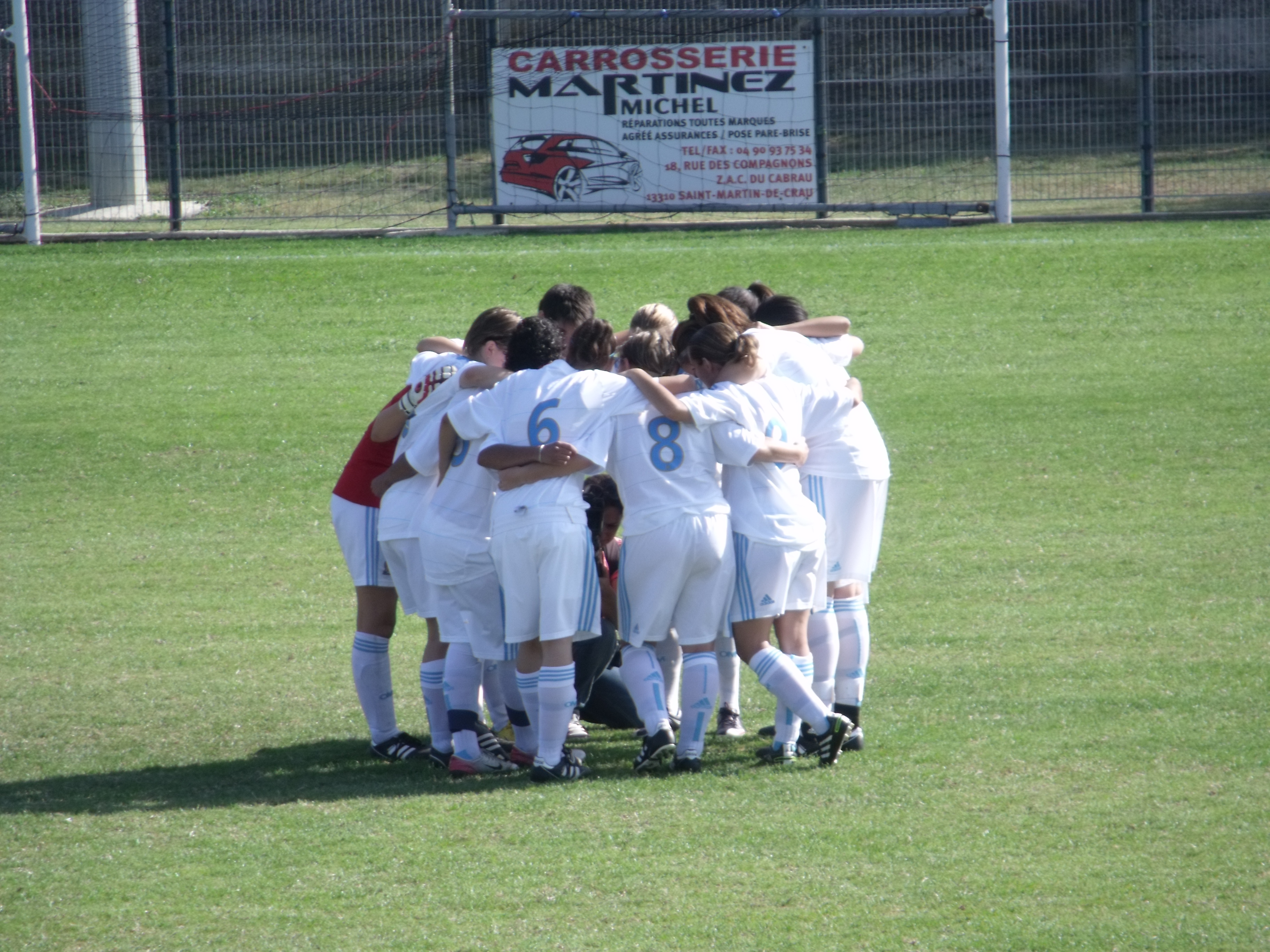
L'équipe soudée avant un match.

La section de football féminin de l'Olympique de Marseille est fondée en 1927,. Les rivales de l'OM sont alors le CASG de Marseille. Les Olympiennes sont championnes de Provence en 1928. En 1929, l'OM est quart-de-finaliste de la Coupe de France (qui fait aussi office de Championnat de France). Cette saison-là, les Olympiennes « oublient » de se rendre à la finale du Championnat de Provence contre le CASG, mais remporteront finalement le titre. Elles sont éliminées par le Fémina Sport en Coupe de France en 1932 et atteignent les demi-finales en 1933.
Le football féminin décline jusqu'à disparaître à l'aube de la Seconde Guerre mondiale.

### Reprise dans les années 1970
La section féminine de l'Olympique de Marseille est rebâtie dans les années 1970, de par l'impulsion de six femmes du Collège Anatole France.
Marseille, avec notamment la gardienne internationale Josiane Marcassoli, prend part à huit éditions du championnat de France de football féminin de la FFF, de 1975 à 1983.
Leur meilleure performance est une demi-finale perdue face à l'AS Étrœungt en 1979. Les Marseillaises sont aussi quart de finalistes en 1976 et en 1977 contre le Stade de Reims et se qualifient pour la phase finale en 1980 après avoir obtenu la place de leader dans le groupe Sud-Est. Elles passent près de la finale durant cette phase en terminant deuxièmes du groupe composé du FC Metz et du Stade de Reims.
En 1983, les Marseillaises descendent en deuxième division où elles jouent trois saisons durant, avant que la section ne soit dissoute.

### Retour de la section féminine à l'OM (depuis 2010)
En 2010, la création d'une nouvelle section féminine est envisagée, soit par fusion avec le Celtic de Marseille Féminin, soit par création d'une entité propre. Le projet est finalement reporté à 2011 et l'option de la fusion avec le Celtic n'est pas retenue. De ce fait le club redémarre au bas de la hiérarchie, dans le championnat du district de Provence. Les Olympiennes remportent le championnat, ce qui leur permet d'accéder aux barrages pour l'accession en Division d'Honneur Challenger. Elles remportent ces barrages le 10 juin 2012.
Lors de la saison 2012-2013, les Marseillaises remportent le titre de champion de Division d'Honneur Challenger, obtenant ainsi la promotion en Division d'Honneur Élite. Les Marseillaises remportent également la coupe de Provence à sept. Elles s'inclinent par contre en finale de la coupe de la Ligue Méditerranée face au FCF Monteux évoluant en deuxième division.
Pour la saison 2013-2014, le fonctionnement de la ligue évolue, les deux Divisions Honneur sont rassemblées et donc la saison se jouera sur une seule phase de poule. Une poule dans laquelle les Olympiennes finissent premières et se qualifient pour le championnat Inter-Régional. Lors de la cinquième journée de cette phase du championnat Inter-Régional, les Olympiennes en s'imposant sur le terrain de Mérignac, valident leur montée en Division 2. Elles remportent également la Coupe de la Ligue de Méditerranée en battant en finale l'Étoile Aubune.
Lors de la saison 2014-2015, les Olympiennes terminent deuxième du groupe C de deuxième division, à cinq points du Nîmes Metropole Gard. Cette même saison, elles sont éliminées en huitièmes de finale de la Coupe de France. La saison 2015-2016 se conclut sur la montée du club en première division, trente-quatre ans après leur dernière apparition. Les Marseillaises sont finalement sacrées championnes de France de D2 lors de l'avant-dernière journée.
La saison 2016-2017 est marquée par la première victoire de l'Olympique de Marseille féminin face au Paris Saint-Germain, lors de la 16ᵉ journée de championnat (2-0). Cette saison là voit les Olympiennes terminer au pied du podium de la D1, s'assurant la quatrième place dès la 21e journée. La saison suivante, l'OM est relégué en deuxième division ; les Olympiennes remontent à l'issue de la saison 2018-2019.
Les Olympiennes sont reléguées en deuxième division en 2020 dans une saison tronquée à cause de la pandémie de Covid-19. Pour la même raison, la saison 2020-2021 est une saison blanche, avec seulement cinq matchs de championnat joués.
L'OM termine deuxième de son groupe, aux portes de la promotion, lors de la saison 2022-2023. Il en est de même lors de la saison 2023-2024, terminant à la troisième place, à égalité de points avec le FC Nantes deuxième, mais derrière en raison des confrontations directes. Les Olympiennes sont sacrées championnes de France de Seconde Ligue lors de la saison 2024-2025.

## Palmarès et bilan de saison

### Palmarès
| Compétitions nationales                                                                                           | Compétitions régionales ou départementales |
| --- | --- |
| - Championnat de France D2 (2) - Championnes en 2016 et 2025 - Vice-championnes en 2019 (championnes du groupe B) | - Division d'Honneur Méditerranée (1) - Championnes en 2014 - Division d'Honneur Challenger Méditerranée (1) - Championnes en 2013 - Championnat du District de Provence (1) - Championnes en 2012 - Coupe de la Ligue de Méditerranée (1) - Vainqueur en 2014 - Trophée Arlette Soubrié (Coupe de Provence féminine) (3) - Vainqueur en 1980, 1981 et 2013 Ére FSFSF (1919-1932) - Championnat de Provence (2) - Championnes en 1928 et 1929 |

### Bilan saison par saison
| Saison             | Division                            | Résultat                                     | Coupe de France            |
| Compétitions FSFSF | Compétitions FSFSF                  | Compétitions FSFSF                           | Compétitions FSFSF         |
| ------------------ | ----------------------------------- | -------------------------------------------- | -------------------------- |
| 1927-1928          | Championnat de Provence             | Championnes                                  |                            |
| 1928-1929          | Championnat de Provence             | Championnes                                  | Quarts de finale           |
| 1928-1929          | Championnat de France               | Quarts de finale                             | Quarts de finale           |
| 1929-1930          | Championnat de Provence             |                                              | Quarts de finale,          |
| 1929-1930          | Championnat de France               | Quarts de finale                             | Quarts de finale,          |
| 1930-1931          | Championnat de Provence             |                                              |                            |
| 1931-1932          | Championnat de Provence             |                                              |                            |
| 1931-1932          | Championnat de France               | 8es de finale                                |                            |
| 1932-1933          | Championnat de Provence             |                                              |                            |
| 1932-1933          | Championnat de France               | Demi-finales                                 |                            |
| Compétitions FFF   |                                     |                                              |                            |
| 1975-1976          | Division 1                          | 2e/5 (Gr. D) 1/4 de finale                   | Compétition inexistante    |
| 1976-1977          | Division 1                          | 2e/5 (Gr. C) 1/4 de finale                   | Compétition inexistante    |
| 1977-1978          | Division 1                          | 3e/5 (Gr. C)                                 | Compétition inexistante    |
| 1978-1979          | Division 1                          | 1er ou 2e/5 (Gr. D) 1/2 finale               | Compétition inexistante    |
| 1979-1980          | Division 1                          | 1er/8 (Gr. Sud-Est) 2e/3 (Gr.B - 1/2 finale) | Compétition inexistante    |
| 1980-1981          | Division 1                          | 2e/8 (Gr. Sud-Est)                           | Compétition inexistante    |
| 1981-1982          | Division 1                          | 2e/8 (Gr. Sud-Est)                           | Compétition inexistante    |
| 1982-1983          | Tour préliminaire                   | 2e/6 (Gr. D)                                 | Compétition inexistante    |
| 1982-1983          | Division 1                          | 4e/6 (Gr. C)                                 | Compétition inexistante    |
| 1983-1984          | Tour préliminaire                   | 5e/6 (Gr. A)                                 | Compétition inexistante    |
| 1983-1984          | Division 2                          | 5e/6 (Gr. A)                                 | Compétition inexistante    |
| 1984-1985          | Tour préliminaire                   | 6e/6 (Gr. B)                                 | Compétition inexistante    |
| 1984-1985          | Division 2                          | 5e/6 (Gr. A)                                 | Compétition inexistante    |
| 1985-1986          | Tour préliminaire                   | 5e/6 (Gr. A)                                 | Compétition inexistante    |
| 1985-1986          | Division 2                          | 6e/6 (Gr. C)                                 | Compétition inexistante    |
| 2011-2012          | Championnat du district de Provence | 1er/10                                       | Premier tour régional      |
| 2011-2012          | Barrage régional                    | Vainqueur                                    | Premier tour régional      |
| 2012-2013          | Division d'Honneur Challenger       | Championnes                                  | Premier tour fédéral       |
| 2013-2014          | Division d'Honneur                  | Championnes                                  | Trente-deuxièmes de finale |
| 2013-2014          | Championnat Inter-Régional          | 1er/4 (Gr. D)                                | Trente-deuxièmes de finale |
| 2014-2015          | Division 2                          | 2e/12 (Gr. C)                                | Huitièmes de finale        |
| 2015-2016          | Division 2                          | 1er/12 (Gr. C)                               | Trente-deuxièmes de finale |
| 2015-2016          | Division 2                          | Championnes                                  | Trente-deuxièmes de finale |
| 2016-2017          | Division 1                          | 4e/12                                        | Trente-deuxièmes de finale |
| 2017-2018          | Division 1                          | 12e/12                                       | Huitièmes de finale        |
| 2018-2019          | Division 2                          | 1er/13 (Gr. B)                               | Trente-deuxièmes de finale |
| 2018-2019          | Division 2                          | Vice-championnes                             | Trente-deuxièmes de finale |
| 2019-2020          | Division 1                          | 11e/12                                       | Seizièmes de finale        |
| 2020-2021          | Division 2                          | Championnat annulé                           | Compétition annulée        |
| 2021-2022          | Division 2                          | 7e/11 (Gr. B)                                | Premier tour fédéral       |
| 2022-2023          | Division 2                          | 2e/12 (Gr. B)                                | Quarts de finale           |
| 2023-2024          | Division 2                          | 3e/12                                        | Huitièmes de finale        |
| 2024-2025          | Seconde Ligue                       | 1er/11                                       | Seizièmes de finale        |
| 2024-2025          | Seconde Ligue                       | Championnes                                  | Seizièmes de finale        |

- Vainqueur ou champion
- Finaliste ou vice-champion
- Demi-finaliste ou troisième
- Promotion en division supérieure
- Relégation en division inférieure

## Entraîneurs
| Période                | Entraîneur         |
| ---------------------- | ------------------ |
| 1975-1986              | Laurent Gombert    |
| 2011-fév. 2022         | Christophe Parra   |
| fév.2022-juin 2022     | Franck Borrelli    |
| 2022-mars 2024         | Yacine Guesmia     |
| mars 2024-juillet 2024 | Franck Borrelli    |
| depuis juillet 2024    | Frédéric Gonçalves |

## Effectif
Le tableau suivant présente l'effectif professionnel du club (ainsi que les joueuses ayant disputé au moins un match professionnel).

## Joueuses emblématiques
| Joueuse                | Matchs | Buts | Carrière au club    |
| ---------------------- | ------ | ---- | ------------------- |
| Anaïs M'Bassidjé       | 157    | 27   | 2012-2018/2021-2022 |
| Caroline Pizzala       | 136    | 31   | 2014-2020           |
| Tess Laplacette        | 115    | 2    | 2014-2020/2024-     |
| Cécilia Vignal         | 105    | 52   | 2011-2017           |
| Alicia Pourquies       | 104    | 134  | 2011-2017           |
| Camille Perrin-Dumeste | 99     | 13   | 2011-2016           |
| Émilie Pelloux         | 93     | 9    | 2011-2017           |
| Cathy Abou Deraa       | 92     | 71   | 2011-2015           |
| Nora Coton-Pélagie     | 92     | 19   | 2015-2020           |
| Hadia Ben Abdelghani   | 89     | 25   | 2012-2018           |

| Joueuse             | Carrière au club    | Buts |
| ------------------- | ------------------- | ---- |
| Alicia Pourquiès    | 2011-2015           | 134  |
| Cathy Abou-Deraa    | 2011-2015           | 71   |
| Cécilia Vignal      | 2011-2017           | 52   |
| Angeline Guillemard | 2011-2013           | 52   |
| Ashley Clark        | 2021-2024           | 47   |
| Mama Diop           | 2022-2025           | 45   |
| Caroline Pizzala    | 2014-2020           | 31   |
| Sandrine Brétigny   | 2015-2018           | 30   |
| Cindy Caputo        | 2014-2020           | 27   |
| Anaïs M'Bassidjé    | 2012-2018/2021-2022 | 27   |

En gras, joueuses en activité au sein du club.

## Équipe réserve et section de jeunes
En 2019-2020, l'équipe réserve de l'Olympique de Marseille Féminines évolue en DH.
L'équipe réserve de la section féminine de l'Olympique de Marseille est créée au début de la saison 2013-2014. Elle démarre à l'instar de l'équipe première quelques années auparavant, au bas de la hiérarchie, dans le championnat du district de Provence. Elle remporte le championnat à l'issue de la saison. Elle dispute donc les barrages pour accéder à la Division d'Honneur.
Après lors du tournoi inter-district, l'équipe 2 finit avec deux victoires et deux nul, obtenant ainsi une des trois places qualificatives. Elles évolueront donc en DH l'année suivante. Elles remportent également la Coupe de Provence à 7 en battant en finale l'AS Mazargues.
À la suite de la montée de l'équipe première en Division 2, une section U18 est également créée au début de la saison 2014-2015. Pour la saison suivante cette équipe jeune s'engage en U19 National et une équipe U15 est également créée.
| Équipe réserve | Équipes jeunes |
| --- | --- |
| Compétitions départementales - Championnat du District de Provence (2) - Championnes en 2014 et 2023 - Trophée Arlette-Soubrié (Coupe de Provence féminine) (4) - Vainqueur en 2014, 2015, 2016 et 2017 | U19 - Challenge national Excellence - Vainqueur en 2019 - Finaliste en 2018 U18 - Championnat du District de Provence (1) - Championnes en 2015 - Trophée Aimé-Quilich (1) - Vainqueur en 2015, 2016 |